# Greta Thunbergová
Greta Thunbergová, plným jménem Greta Tintin Eleonora Ernman Thunberg (* 3. ledna 2003 Stockholm), je švédská klimatická aktivistka. Celosvětovou známost získala soustavnými aktivitami na podporu okamžité akce proti globálnímu oteplování, které začala v roce 2018 ve svých 15 letech.
Thunbergová dala podnět pro vznik hnutí školních stávek pro klima (Fridays for Future), které vzniklo v listopadu 2018. Její vlastní aktivity začaly již v srpnu 2018 stávkou před švédským Riksdagem (parlamentem) ve Stockholmu pod sloganem Skolstrejk för klimatet (školní stávka pro klima), kterou chtěla vzbudit větší pozornost vůči problémům klimatických změn. Ačkoliv samotné Švédsko přijalo podle místních politiků „nejambicióznější klimatickou legislativu na světě“ s tím, že země má být do roku 2045 uhlíkově neutrální, poukazovala na to, že tak bohatá země, jako je Švédsko, může dělat pro ochranu klimatu víc.
V rámci hnutí iniciovaného Gretou Thunbergovou proběhla 15. března 2019 celosvětová školní stávka za záchranu klimatu, které se odhadem zúčastnilo více než 1,4 mil. studentů středních škol ve zhruba 300 městech 112 zemí. Další celosvětová stávka se konala 24. května 2019.
Za své aktivity obdržela řadu cen a vyznamenání. Americký týdeník Time ve svém vydání z 27. května 2019 zvolil za hlavní téma působení 16leté aktivistky. Někteří pozorovatelé ve světě popisují vliv jejích aktivit jako „Efekt Grety Thunbergové“ a spojují jej i s výrazně proenvironmentálním posunem veřejného mínění. Do souvislosti s tímto efektem dávají pozorovatelé také výsledky voleb do Evropského parlamentu v roce 2019.
Thunbergová je držitelkou řady vyznamenání a ocenění, včetně stipendia Královské skotské geografické společnosti. Časopis Time ji v roce 2019 označil za jednoho ze 100 nejvlivnějších lidí a vyhlásil nejmladší individuální Osobností roku.

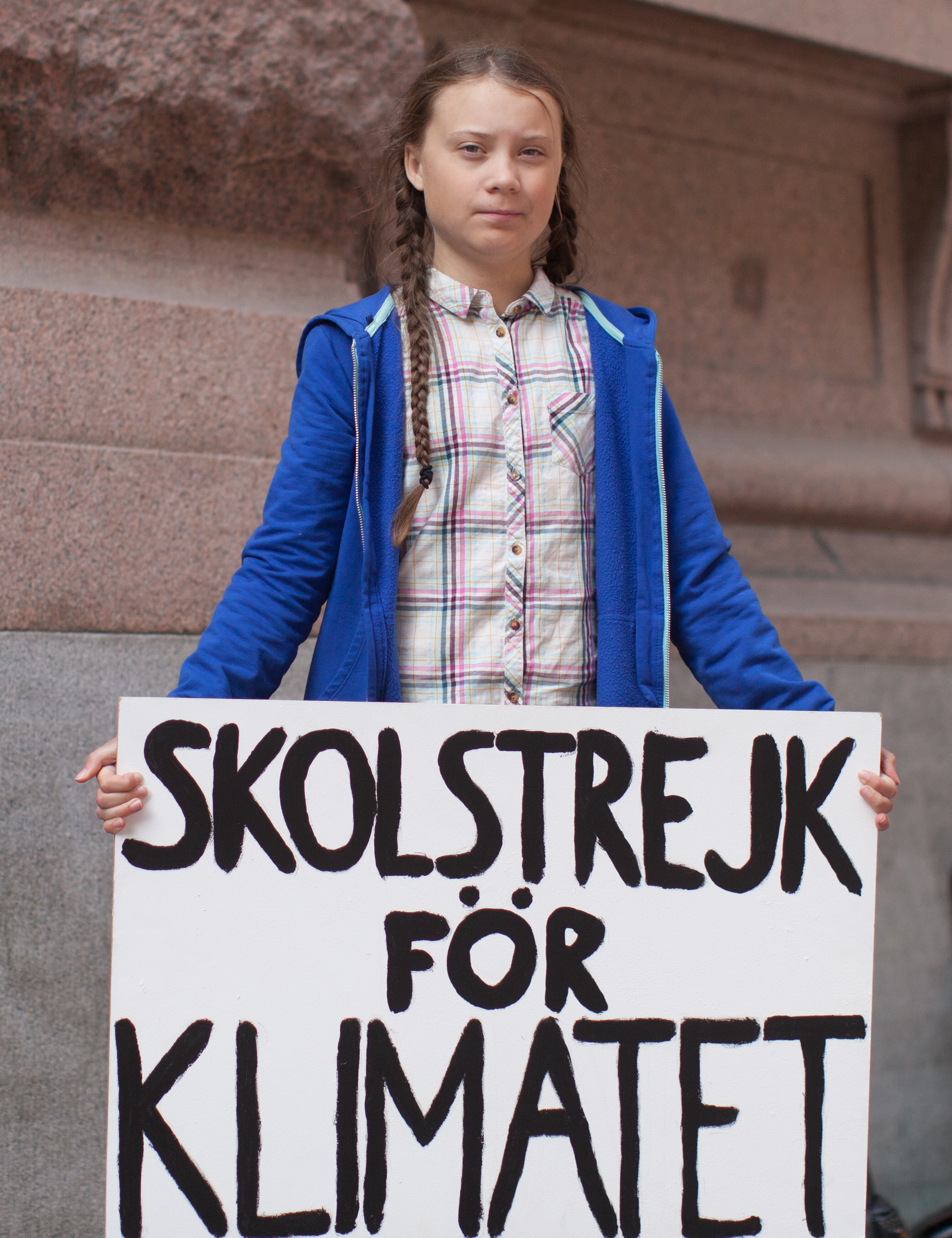
Thunbergová protestující před Riksdagem

## Život
Greta Thunbergová se narodila 3. ledna 2003 ve Stockholmu. Její matkou je švédská operní pěvkyně Malena Ernman, jejím otcem je herec Svante Thunberg. Otec dostal křestní jméno po svém předkovi, nositeli Nobelovy ceny za chemii Svante Arrheniusovi, který byl v roce 1896 prvním člověkem, který vypočítal skleníkový efekt oxidu uhličitého. Jejím dědečkem je herec a režisér Olof Thunberg.
V pořadu TEDx v prosinci 2018 prohlásila, že o klimatické změně zaslechla poprvé, když jí bylo osm let, a když slyšela, co se děje, nemohla pochopit, že se s tím problémem nic nedělá. Ve věku 11 let z tohoto poznatku dostala deprese a přestala mluvit. Později jí byly diagnostikovány Aspergerův syndrom, obsedantně kompulzivní porucha a elektivní mutismus. Sama uvádí, že díky selektivnímu mutismu mluví, jen když je to potřeba, a zjistila, že „nyní je to jedna ze situací, kdy mluvit musí“, a dále vysvětluje: „Vidím svět trochu jinak, z jiné perspektivy. Mám speciální zájem. Je velmi časté, že lidé autistického spektra ho mají.“ Říká také: „Cítím, že umírám zevnitř, pokud neprotestuji“. Ke svým pátečním protestům v roce 2018 před švédským Říšským sněmem řekla: „Dělám to proto, že vy dospělí mi kradete budoucnost“. Jejím klíčovým postojem je, že politika dělá příliš málo na ochranu klimatu a funguje tudíž nezodpovědně, zejména vůči mladým lidem. Vyzývá k výraznému zrychlení ochrany klimatu na celém světě a chce pokračovat ve stávce, dokud Švédsko nezačne snižovat emise skleníkových plynů o 15 % ročně. Argumentuje, že Švédsko, jako bohatá země, má povinnost snižovat emise rychleji než jiné státy. Vadí jí především, že „bohaté Švédsko se tváří jako velmi angažovaná země v boji s klimatickou změnou, ale ve skutečnosti politici nic reálného nedělají“. Napsala článek „Švédsko není příkladem“.
Jejímu otci se nelíbí, že Greta stávkuje místo docházky do školy, ale prohlásil: „Respektujeme, že chce zaujmout stanovisko. Buď může být doma a být opravdu nešťastná, nebo protestovat a být šťastná.“ Ke snížení uhlíkové stopy přiměla celou rodinu, aby přešli na veganskou stravu a přestali létat letadlem. Její matka kvůli tomu omezila svou mezinárodní kariéru operní pěvkyně. Sama Greta odmítá pozvání na jakékoliv setkání, na které by musela letět letadlem.
Greta Thunbergová si byla vědoma toho, že její učitelé jsou rozpolceni v názorech na její absence ve škole kvůli stávkám. Vyjádřila se k tomu takto: „Jako lidé si myslí, že co dělám je dobré, ale jako učitelé říkají, že bych toho měla nechat.“ Jeden učitel, který ji podporuje, řekl: „Greta je potížistka, neposlouchá dospělé. Směřujeme však plnou rychlostí do katastrofy a za takové situace je jediná rozumná věc dělat nerozumné věci.“
V květnu 2019 vydalo anglické nakladatelství Penguin Books sbírku projevů Thunbergové pod názvem No One Is Too Small to Make a Difference (česky Nikdo není příliš malý na to, aby něco změnil). Nakladatelství Penguin plánuje také vydat knihu Scény ze srdce, která má popisovat příběh rodiny Thunbergových. Výnosy z těchto projektů budou věnovány na charitu. V květnu 2019 nakreslil Jody Thomas na zeď v Bristolu 50 metrů vysokou nástěnnou kresbu Thunbergové. Zobrazuje Gretu až po nos ponořenou do stoupající mořské vody.
V červnu 2019 oznámila, že po nastávajícím ukončení základní školy nebude ve dalším studiu rok pokračovat. Během této doby se chtěla zúčastnit zasedání Valného shromáždění OSN v září 2019 v New Yorku a Konference OSN o změně klimatu 2019, která se měla původně konat v Santiago de Chile v prosinci 2019. Oznámila také, že cestu do New Yorku přes Atlantský oceán vykoná na závodní jachtě, která podle ní nemá žádné emise uhlíku. Vlastní plavba do Ameriky proběhla ve dnech 14. až 28. srpna 2019. Po pobytu v New Yorku cestovala, doprovázena svým otcem, elektroautem, vlaky a autobusy po USA a Kanadě.
Během pobytu v Kanadě se Thunbergová zúčastnila protestů proti klimatické změně ve městech Montreal, Edmonton a Vancouver. Ve Spojených státech se zúčastnil protestů proti změně klimatu v New Yorku, Iowě, Los Angeles, Charlotte, Denveru, Coloradu a Indiánské rezervaci Standing Rock. V každém městě nebo místě přednesla projev, který začala tím, že zdůraznila, že stojí na území domorodců.
V září Thunbergová vystoupila na klimatické manifestaci v Montrealu, za účasti stovek tisíc protestujících. Toto shromáždění bylo označeno za největší v historii města. Zúčastnil se ho i kanadský premiér Justin Trudeau a Thunbergová s ním krátce mluvila.
S ohledem na to, že klimatická konference COP 25 byla na poslední chvíli přesunuta do Madridu, musela Thunbergová změnit své plány. Dne 13. listopadu 2019 opustila, na jiné plachetnici než při plavbě do New Yorku, Severní Ameriku a zamířila do Španělska. Plavba začala z Hamptonu ve Virginii v USA. Thunbergová a její otec se plavili se 48 metrů dlouhým katamaránem La Vagabonde. Po přesunu konference COP 25 ze Santiaga de Chile do Madridu požádala o pomoc s
 cestou zpět do Evropy po moři. Pomoc nabídl Riley Whitelum, Australan, který se plaví po celém světě se svou ženou, Elaynou Carausovou, s lodí La Vagabonde. Dne 3. prosince 2019 dorazila do Lisabonu a odtud odjela vlakem do Madridu, kde vyzvala k více „konkrétním opatřením“ s argumentem, že globální vlna školních stávek v předchozím roce „nedosáhla nic“.

## Školní stávky pro klima

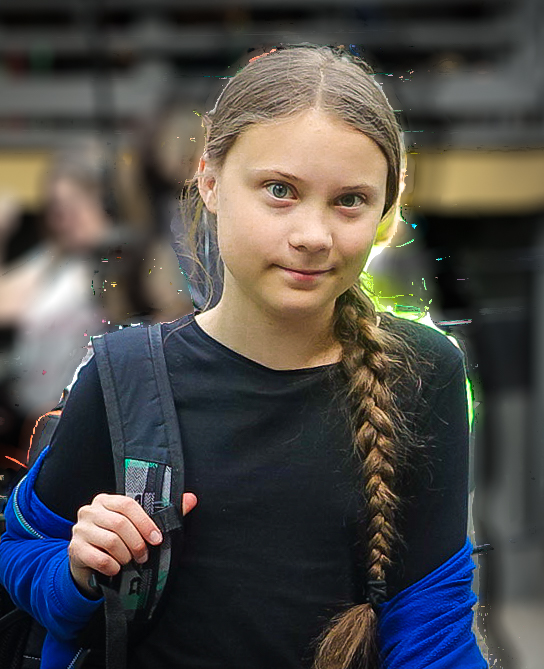
Greta Thunbergová při školní stávce pro klima ve Stockholmu, 24. května 2019 (Fridays for Future)

Dne 20. srpna 2018 se jako žákyně deváté třídy základní školy rozhodla, že nebude chodit do školy až do švédských všeobecných voleb, které se konaly dne 9. září 2018. Rozhodla se tak poté, co Švédsko čelilo v létě nebývalým vlnám horka a požárů. Chtěla po švédské vládě, aby snížila emise uhlíku podle Pařížské dohody o změně klimatu. Seděla před Riksdagem každý den během školních hodin se sloganem „Školní stávka pro klima“. Po volbách pokračovala v protestu každý pátek. Její páteční stávka získala celosvětovou pozornost. Inspirovala školní studenty po celém světě ke klimatickým stávkám. V prosinci 2018 proběhly školní stávky nejméně na 270 různých místech a účastnilo se jich minimálně 20 tisíc školáků. Myšlenku školních stávek pro klima bezprostředně před volbami do švédského parlamentu představil původně Bo Thorén během pořadů o mobilizaci mládeže na ochranu klimatu. Thunbergová se několika těchto setkání zúčastnila. Sám Thorén byl inspirován školními stávkami na zpřísnění zákona o držení zbraní v USA. Další inspirací pro Gretu byli mladí aktivisté ze Střední školy Marjory Stoneman Douglasové v Parklandu na Floridě, kteří organizovali Pochod pro naše životy.
Ve svém osobním manifestu sdělila, že není klimatoložkou. Považuje se za posla, který opakuje to, co se snaží klimatologové říct veřejnosti již desetiletí, bohužel však zatím neúspěšně. Říká, že studenti mohou ukončit své protesty, pokud začne veřejnost konečně poslouchat to, co říkají vědci, ale politická situace tento pokrok ani nenaznačuje.
Od října 2018, kdy aktivismus Thunbergové začal osamělými protesty ve Švédsku, se zúčastnila demonstrací po celé Evropě, měla několik veřejných vystoupení a pokračuje v mobilizaci svých vrstevníků na sociálních sítích. Pokračuje ve svých pátečních stávkách před švédským parlamentem. Tvrdí, že stávky nenarušují její učení ve škole, ale že má méně volného času.
Školní stávky iniciované Gretou Thunbergovou podpořil generální tajemník OSN António Guterres a prohlásil: „Má generace selhala, když měla správně reagovat na dramatické výzvy změny klimatu. To je hluboce pociťováno mladými lidmi. Není divu, že jsou rozhněvaní.“

## Požadavky
Při zahájení protestu před švédským parlamentem v roce 2018 ve věku 15 let měla dva jednoduché prostředky protestu – kartonovou ceduli s heslem „školní stávka pro klima“ a letáky, které rozdávala, na kterých bylo uvedeno: „Dělám to proto, že vy dospělí opomíjíte mou budoucnost.“ Když její protest získal větší pozornost, byla pozvána, aby vystoupila na různých fórech, což jí umožnilo šířit své požadavky. Doposud obhajovala čtyři provázaná témata:
1. Krize způsobená globálním oteplováním je tak závažná, že lidstvo čelí existenciální krizi,[56] „která pravděpodobně povede ke konci naší civilizace, tak, jak ji dosud známe“.[57]
2. Za situaci je odpovědná současná generace dospělých, což prosazuje výroky jako „Kradete nám naši budoucnost“.[58] Obává se zejména dopadu, který bude mít klimatická krize na mladé lidi jako je ona. V britském parlamentu v Londýně řekla: „Lhali jste nám. Dávali jste nám falešnou naději. Říkali jste nám, že se můžeme těšit na svou budoucnost.“
3. Je třeba, aby se lidstvo probudilo a změnilo své chování,[59] protože k vyřešení problému se toho zatím dělá velmi málo.[60] Říká, že situace je tak špatná, že bychom měli všichni panikařit.[61]
4. Politici a zodpovědní činitelé musí naslouchat vědcům,[62] kteří v roce 2019 zdůraznili, že „podle Mezivládního panelu pro změnu klimatu máme méně než 12 let do okamžiku, kdy nebudeme moci napravit naše chyby“.[63]

Často používá obrazné analogie k zdůraznění svých obav a otevřeně mluví k obchodním a politickým vůdcům, často jim přímo vytýká jejich nečinnost. Například na panelu významných obchodních a politických vůdců v Davosu řekla: „Někteří lidé, některé společnosti, zejména ti, co rozhodují, přesně věděli, jaké cenné hodnoty obětují, aby pokračovali v získávání nepředstavitelného množství peněz. A vy zde patříte právě do této skupiny lidí“. Řekla dále: „Chci, abyste jednali, jako kdyby byl dům v plamenech – protože tomu tak je“. V říjnu 2018 řekla v Londýně: „Čelíme okamžité bezprecedentní krizi, která nikdy nebyla považována za krizi a naši vůdci se chovají jako děti“.
Zdůrazňuje také, že strategie přijaté různými vládami k omezení globálního oteplování na 1,5 °C v rámci Pařížské dohody jsou nedostatečné a křivka emisí skleníkových plynů musí začít prudce klesat nejpozději do roku 2020. V lednu 2019 prohlásila před britským parlamentem, že Spojené království musí přestat mluvit o „snižování“ emisí a začít přemýšlet o jejich eliminaci. V únoru 2019 na konferenci Evropského hospodářského a sociálního výboru uvedla, že EU musí do roku 2030 snížit své emise CO2 o 80 %, což by byl dvojnásobek cíle 40 %, který byl stanoven v Paříži.
V prohlášení, které původně zveřejnila na své facebookové stránce, řekla, že není vědcem v oblasti klimatu: je pouze posel, který opakuje to, co sdělují vědci veřejnosti po celá desetiletí, zatím bez velkého úspěchu. Říká, že pokud bude každý poslouchat vědce a uzná fakta, „pak se my (studenti) budeme moci vrátit do školy“. K tomuto tématu se vrátila na své plavbě do New Yorku na uhlíkově neutrální plachetnici, která měla na plachtách velkými písmeny slova „Spojme se za vědou“. V jednom z jejích prvních výroků, když dorazila na americkou pevninu, byla zpráva pro Donalda Trumpa, ve které ho žádala, aby „poslouchal vědu“.

## Veřejná vystoupení a další akce

### Účast na demonstracích

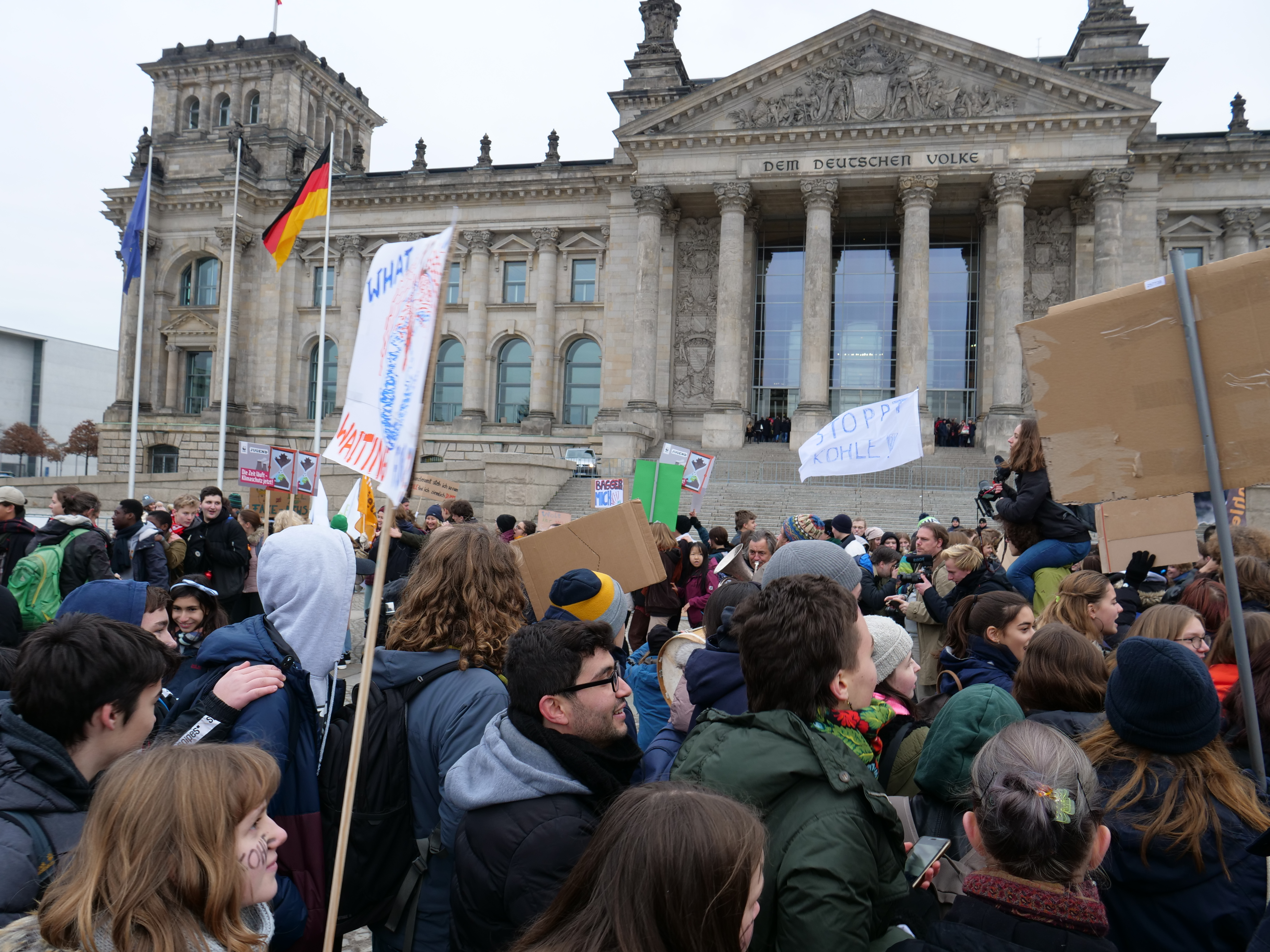
Školní stávka pro klima v Berlíně

Zúčastnila se demonstrace Rise for Climate (Povstaňte pro klima) před Evropským parlamentem v Bruselu. V říjnu 2018 vystoupila v rámci vyhlášení tzv. Deklarace povstání (Declaration of Rebellion), které se událo v Londýně poblíž Westminsterského paláce hnutím Extinction Rebellion. Ve svém vystoupení mimo jiné prohlásila: „Čelíme okamžité bezprecedentní krizi, kterou přitom nikdo za krizi nepovažuje a naši vůdci jednají jako děti. Musíme se probudit a změnit všechno.“

### TEDx Stockholm
V prosinci 2018 natočila v rámci TEDx Stockholm přednášku „School Strike for Climate – Save the World by Changing the Rules“ (Školní stávka pro klima – zachraňme svět změnou pravidel). Ve svém vystoupení mluvila o tom, že o hrozící změně klimatu se dozvěděla v osmi letech a přemýšlela, proč o takové hrozbě nepíší denně noviny a nemluví se o ní na všech televizních stanicích, jako v případě světové války. Řekla, že různí lidé jí radí, aby napřed místo stávkování vystudovala klimatologii, ale ona má názor, že vědecké výsledky jsou již dnes zcela jasné a to, co překáží, je popírání těchto výsledků, nevědomost a nečinnost. Uvažuje o tom, že její děti a vnoučata se jí budou ptát, proč v roce 2018, když ještě byl čas, nikdo nic neudělal, a dospěla k závěru, že „nemůžeme změnit svět tím, že budeme hrát podle současných pravidel, protože pravidla musí být změněna“.

### Summit COP24
Greta Thunbergová vystoupila 4. prosince 2018 v rámci Konference OSN o změně klimatu 2018 v Katovicích (COP24) a také vystoupila před plenárním zasedáním této konference dne 12. prosince 2018, ve svém projevu mimo jiné prohlásila: „Mluvíte jen o zeleném trvalém hospodářském růstu, protože se bojíte, že byste ztratili popularitu. Mluvíte jen o tom, jak pokračovat ve špatných nápadech, které nás dostaly do tohoto zmatku, i když jedinou smysluplnou věcí je zatažení záchranné brzdy. Nejste dostatečně zralí, abyste řekli, jaká je skutečně situace. Dokonce i toto břímě necháte na nás, dětech.“ Během summitu se též zúčastnila panelu se členy vědecké iniciativy „Nemáme čas“ (We Don't Have Time Foundation); zde mluvila o tom, jak začalo hnutí školních stávek.

### Světové ekonomické fórum v Davosu
Dne 23. ledna 2019 dorazila Greta na Světové ekonomické fórum do švýcarského Davosu po 32hodinové cestě vlakem, na rozdíl od mnoha delegátů, kteří dorazili více než 1 500 lety soukromých tryskových letadel. V Davosu pokračovala ve své kampani za záchranu klimatu. Jejímu příjezdu do Davosu věnovala světová média větší pozornost než většině politiků. V rámci panelu v Davosu mimo jiné prohlásila před účastníky: „Někteří lidé, některé společnosti, zejména někteří rozhodující činitelé, přesně věděli, jaké nedozírné hodnoty obětují, aby mohli pokračovat ve vydělávání nepředstavitelného množství peněz. Myslím, že mnozí z vás, kteří zde sedíte, do této skupiny lidí patří.“
Později v týdnu varovala globální vůdce, a to slovy: „Nechci, abyste nám dávali naději. Chci, abyste začali panikařit. Chci, abyste pocítili strach, který cítím každý den. Chci, abyste jednali jako v krizi. Chci, abyste jednali, jako když vám hoří dům – protože tomu tak je.“ V článku pro deník The Guardian v lednu 2019 napsala: „Podle IPCC (Mezivládního panelu pro změnu klimatu) máme méně než 12 let na to, abychom odvrátili situaci, kdy nebudeme schopni napravit naše chyby. Během této doby musí dojít k nebývalým změnám ve společnosti, včetně snížení našich emisí CO2 nejméně o 50 %“. Ubytování měla zařízeno, spolu s dalšími klimatology, ve stanu.

### Evropský hospodářský a sociální výbor
Dne 21. února 2019 mluvila na konferenci Evropského hospodářského a sociálního výboru za přítomnosti předsedy Evropské komise Jean-Claude Junckera. Ve svém vystoupení řekla, že pokud má dojít k omezení globálního oteplování na méně než dva stupně Celsia, jak předpokládá Pařížská dohoda, musí EU snížit své emise CO2 emise do roku 2030 o 80 %, což je dvojnásobek toho, co EU slíbila v Paříži. „Pokud tak neučiníme,“ řekla, „vše, co zůstane z odkazu našich současných politických vůdců, bude povědomí o největším selhání v lidské historii.“ Po tomto vystoupení se také účastnila klimatického protestu 7 500 belgických studentů v Bruselu.

### Návštěva Berlína
O víkendu 29.–31. března 2019 navštívila německé hlavní město Berlín. V pátek 29. března vystoupila před asi 25 000 lidmi v blízkosti Braniborské brány, kde prohlásila, že „žijeme v podivném světě, kde děti musí obětovat své vlastní vzdělání, aby protestovaly proti zničení své budoucnosti. Lidé, kteří přispěli k této krizi nejméně, jí budou v budoucnosti zasažení nejvíce.“ Po projevu navštívila spolu s klimatickou aktivistkou Luisou Neubauerovou Potsdamský institut pro výzkum klimatických dopadů a setkaly se tam s předními vědci. V sobotu 30. března dostala Thunbergová speciální cenu „Zlatá kamera“ na každoroční německé přehlídce filmů a televizí. Ve svém projevu při přebírání této ceny na slavnostním galavečeru vyzvala celebrity celého světa, aby využily svého vlivu a pomohly jí v aktivitách na záchranu klimatu.

### Před vedoucími představiteli EU
Na zasedání v Evropském parlamentu ve Štrasburku v dubnu 2019 s poslanci Evropského parlamentu a představiteli EU vystoupila s kritickým příspěvkem: „Již na třech mimořádných summitech řešíte brexit a na žádném summitu jste zatím neřešili problém klimatické krize a ohrožení životního prostředí“. Podle ní nejsou diskuse o klimatických změnách na summitech EU dominantní, mají přednost jiné otázky. Pokračovala tvrzením: „Míra vymírání volně žijících živočichů je až 10 000krát rychlejší, než je považováno za normální, přičemž každý den vyhyne až 200 druhů“. Kromě toho „degradace zemědělské půdy, odlesňování deštného pralesa, toxické znečištění ovzduší, úbytek hmyzu a volně žijících živočichů, acidifikace našich oceánů... všechny tyto faktory ukazují na katastrofální trendy“. Její řeč byla na konci oceněna 30 vteřinami ovací vestoje.

### Světový summit R20 ve Vídni

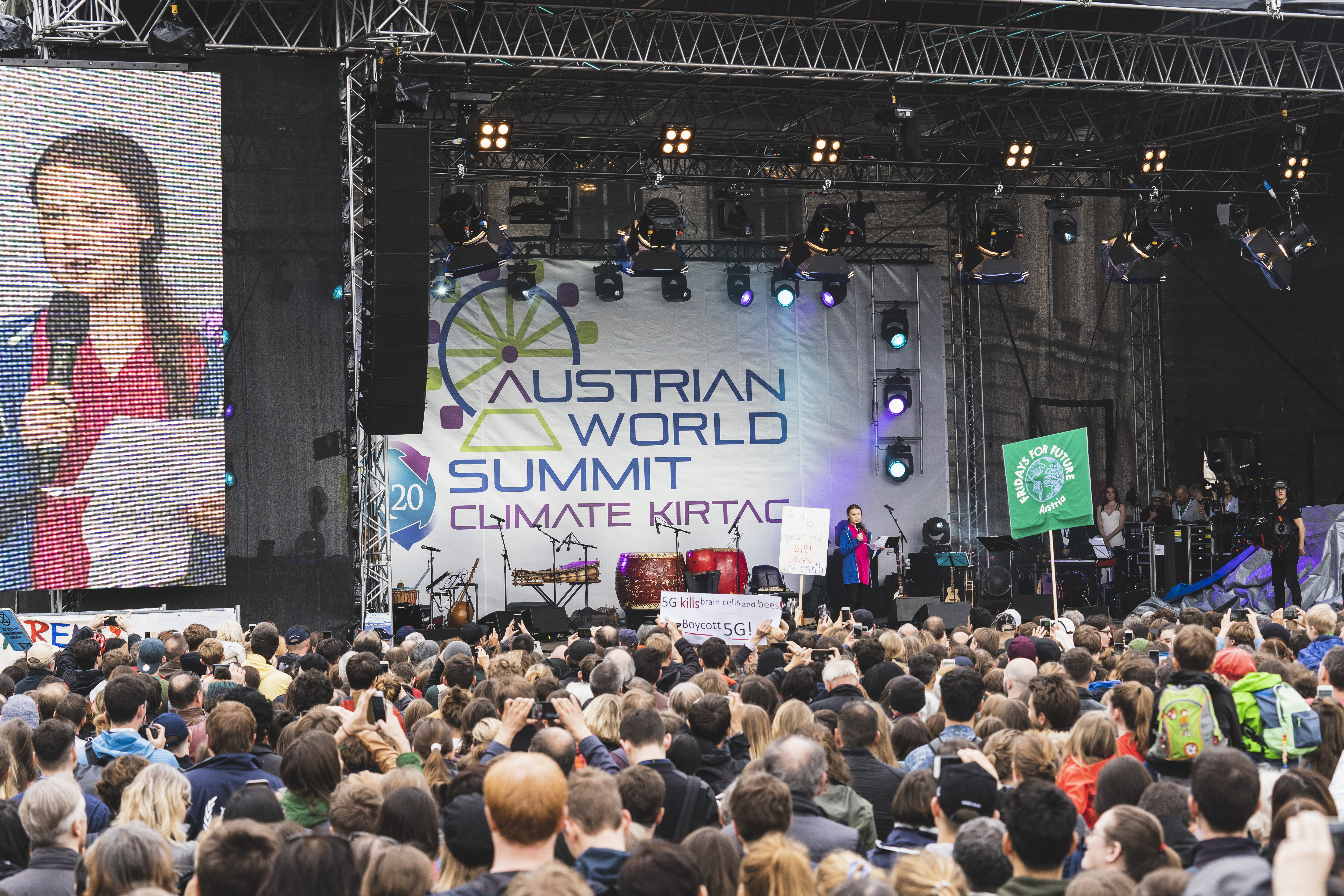
Greta Thunbergová 28. května 2019 ve Vídni při zahájení konference R20 Austrian World Summit

V květnu 2019 se setkala ve Vídni s americkým hercem a politikem Arnoldem Schwarzeneggerem (původem z Rakouska), generálním tajemníkem OSN Antóniem Guterresem a rakouským prezidentem Alexandrem Van der Bellen. Stalo se tak při zahájení R20 Austrian World Summit, konference pořádané Schwarzeneggerem s cílem urychlit pokrok při plnění Pařížské dohody o klimatu. Ve svém vystoupení citovala nejnovější zprávu IPCC a uvedla: „Pokud neprovedeme požadované změny přibližně do roku 2030, pravděpodobně započne nevratná řetězová reakce, kterou už nebudou lidé moci ovlivnit, což bude katastrofální.“ Akce se zúčastnilo 17 000 lidí z 30 různých zemí.

### Mluvené slovo pro hudební skupinu The 1975
V červenci 2019 uzavřela spolupráci s anglickou kapelou The 1975 a doprovodila dlouhým mluveným slovem jejich novou skladbu. Na závěr Greta naléhala: „Takže všichni povstaňte, teď je čas na občanskou neposlušnost. Je čas se vzbouřit.“ Výtěžek z prodeje skladby půjde na žádost Thunbergové na podporu hnutí Extinction Rebellion.

### Cesta do Ameriky v roce 2019
Plavba do Ameriky se uskutečnila ve dnech 14. až 28. srpna 2019, a to z anglického přístavu Plymouth do New Yorku. Když hledala způsob, jak se dopravit na americký kontinent jinak než letecky, nabídl jí Team Malizia z Monaka zdarma dopravu závodní plachetnicí Malizia II. Pro plavbu do New Yorku měla loď Malizia II oplachtění se symboly cílů udržitelného rozvoje OSN a hesly „Jednotně za vědou“ a „FridaysForFuture“ a dalšími hesly na podporu ochrany klimatu. Loď má Team Malizia pronajatou od německého majitele Borise Herrmanna z Hamburku. Malizia II je moderní 18 metrů dlouhá transoceánská závodní jachta třídy IMOCA 60 (Open 60) zhotovená z karbonu, která má podle jejích provozovatelů nulové emise CO2. Podle výrobce je zhotovená částečně z recyklovaných materiálů. Pro získávání potřebné energie jsou na lodi využívány solární energie a vodní turbíny. Dle předpisů je loď vybavena i dieselovým motorem, který byl na její přání na cestu do New Yorku zapečetěn. Loď má velmi jednoduché vybavení, vše je podřízeno tomu, aby byla její váha co nejnižší; nemá ani sociální zařízení či sprchu, strava je vyráběna pouze ze suchých polotovarů a vařící vody. Pro Thunbergovou byla zajištěna veganská suchá strava a lůžko bylo vybaveno závěsem a měkčí matrací. Pro cestu do New Yorku byl velitelem lodi skipper Boris Herrmann a doprovázel ho vedoucí Teamu Malizia Pierre Casiraghi, který je synem princezny Caroline Monacké a jejího zemřelého druhého manžela Stefana Casiraghiho. Kromě samotné dvoučlenné posádky a Thunbergové se plavby účastnili její otec Svante Thunberg a dokumentarista Nathan Grossman. Při příjezdu do New Yorku doprovázelo loď 17 plachetnic s oplachtěním, které vyjadřovalo barvou i nápisy všech sedmnáct cílů udržitelného rozvoje OSN.

### Vystoupení ve Spojených státech amerických v roce 2019
- 18. září vystoupila před výborem pro klimatickou krizi Sněmovny reprezentantů USA.[109]
- 20. září vystoupila na Globální klimatické stávce a to na Manhattanu v New Yorku, kde přišlo přibližně 250 000 protestujících.[110]
- 21. září vystoupila na mládežnickém summitu Organizace spojených národů o klimatu (UN Youth Climate Summit) v budově OSN v New Yorku.[111]
- 23. září měla spolu s dalšími dvěma zástupci mládeže vystoupení v úvodní části Summitu OSN pro klimatickou akci.[112][113]

Ve své velmi emotivní řeči vyzvala Thunbergová anglicky zhruba 60 přítomných hlav států a šéfů vlád k daleko většímu zasazení pro ochranu klimatu. Předhodila jim, že neberou ohledy na její generaci, kvůli čemuž budou lidé trpět a umírat. Jediná témata, o kterých politikové hovoří, jsou podle ní „peníze a pohádky o navěky trvajícím hospodářském růstu“. Řekla také: „Kradete mně moje sny a moje dětství“. Thunbergová nechce uvěřit politikům, když tvrdí, že chápou, jak je ochrana klimatu naléhavá. S trpkostí v hlase použila výrazu „How dare you“ (jak se můžete opovažovat) při svém následujícím výroku: „Jak se můžete opovažovat věřit, že lze situaci vyřešit tím, že se pokračuje jako dříve, jen s několika technickými pokusy o řešení? Pokud se vlády rozhodnou, že nebudou brát ohledy na budoucí generace, tak jim to tyto generace nikdy neodpustí.“
- 23. září také oznámila, že ona a 15 dalších zástupců dětí a mládeže, včetně Alexandrie Villaseñorové, Catariny Lorenzové a Carla Smithe, podali žalobu proti pěti zemím, které nejsou na dobré cestě, aby splnily cíle snížení emisí, ke kterým se zavázaly ve svých závazcích k Pařížské dohodě: Argentina, Brazílie, Francie, Německo a Turecko. Soudní spor napadá národy podle Úmluvy OSN o právech dítěte (konkrétně práva na život, zdraví a mír). Pokud bude stížnost úspěšná, země budou vyzvány, aby odpověděly, ale žádné výsledky soudního sporu nejsou právně závazné.[117][118]

### Globální klimatická stávka v kanadském Montréalu v roce 2019
Dne 27. září 2019 se účastnila v kanadském Montréalu Globální klimatické stávky. Na manifestaci pozvala zástupce mládeže původních obyvatel, což komentovala slovy: „Domorodí obyvatelé po staletí a tisíciletí chránili místní prostředí a pozvat je samozřejmě musíme, protože to jsou často ti, kdo jsou, kteří jsou v první linii, takže musíme být schopni si vyslechnout jejich hlasy. Proto si myslím, že je tak důležité, aby domorodí lidé vedli tento boj.“ Úvodní část svého projevu přednesla ve francouzštině. Před vlastní demonstrací se setkala také s kanadským premiérem Justinem Trudeau.

### Vystoupení na Konferenci OSN ke změně klimatu vMadridu
Dne 11. prosince 2019 vystoupila Thunbergová na Konferenci OSN ke změně klimatu v Madridu s projevem, ve kterém zdůraznila konkrétní vědecké fakty, související s tzv.„uhlíkovým rozpočtem“. Uvedla: „Asi rok neustále a znovu mluvím o našem rychle klesajícím uhlíkovém rozpočtu. Ale protože to stále ignorujeme, budu to opakovat. Ve druhé kapitole, na straně 108 Zprávě IPCC SR 1.5, která vyšla v loňském roce, se uvádí, že pokud máme mít 67% šanci omezit nárůst globální teploty pod 1,5 °C, zůstalo nám k 1. lednu 2018 jen 420 Gt CO2, které ještě můžeme emitovat. A toto číslo je dnes samozřejmě daleko nižší, protože každý rok vypouštíme asi 42 Gt CO2 včetně využití půdy“.

### Plavba do Pásma Gazy během války v Pásmu Gazy
Thunbergová spolu s dalšími 11 lidmi se v červnu 2025 během probíhající humanitární krize pokusila dovést do Pásma Gazy humanitární pomoc na lodi Madleen a prolomit tak izraelskou námořní blokádu Pásma. V pondělí 9. června byla izraelským námořnictvem zadržena v mezinárodních vodách přibližně 200 km od pobřeží Pásma Gazy a loď byla nucena změnit kurz do přístavu v izraelském Ašdodu. Po své deportaci z Izraele prohlásila, že jejich těžký úděl na palubě není reálný příběh, tím je „genocida probíhající v Gaze a systematické hladovění po obléhání a blokádě”. Podle Amnesty International představovalo násilné zadržení a blokování lodi Madleen izraelským námořnictvem porušení mezinárodního práva.

## Ocenění
V květnu 2018 se stala jedním z vítězů soutěže pro mladé autory píšící o klimatu do deníku Svenska Dagladet a byla jedním ze tří nominovaných „mladých hrdinů roku 2018“ na cenu World Nature Foundation. Byla také nominována na cenu pro mladé prosazující udržitelný rozvoj – „Dětskou klimatickou cenu“, kterou uděluje společnost Telge Energie. Tuto cenu však odmítla, protože finalisté měli letět na udělování ceny do Stockholmu letadlem. V listopadu 2018 získala za své aktivity stipendium švédské organizace Fryhuset pro lidí, kteří jsou vzorem mladým lidem. V prosinci 2018 ji zařadil americký týdeník Time mezi 25 nejvlivnějších teenagerů roku 2018, v dubnu 2019 ji pak zařadil mezi 100 nejvlivnějších lidí roku 2019 a 27. května 2019 se stala tehdy 16letá Greta a její působení hlavním tématem vydání tohoto časopisu; na obálce časopisu se objevila její fotografie v dlouhých zelených šatech.
Při příležitosti Mezinárodního dne žen byla v roce 2019 prohlášena za nejvýznamnější ženu roku ve Švédsku. Ocenění udělil deník Aftonbladet na základě průzkumu veřejného mínění, který si objednal u společnosti Inizio, stejné ocenění jí udělil konkurenční deník Expressen na základě hlasování poroty. 31. března získala speciální německou Cenu zlaté kamery za ochranu klimatu. Dne 2. dubna 2019 jí byla udělena Prix Liberté ve francouzské Normandii. 12. dubna dostala spolu s organizací Natur og Undgdom norskou cenu Fritt Ords. Tuto cenu získala za prosazování svobody vyjadřování.

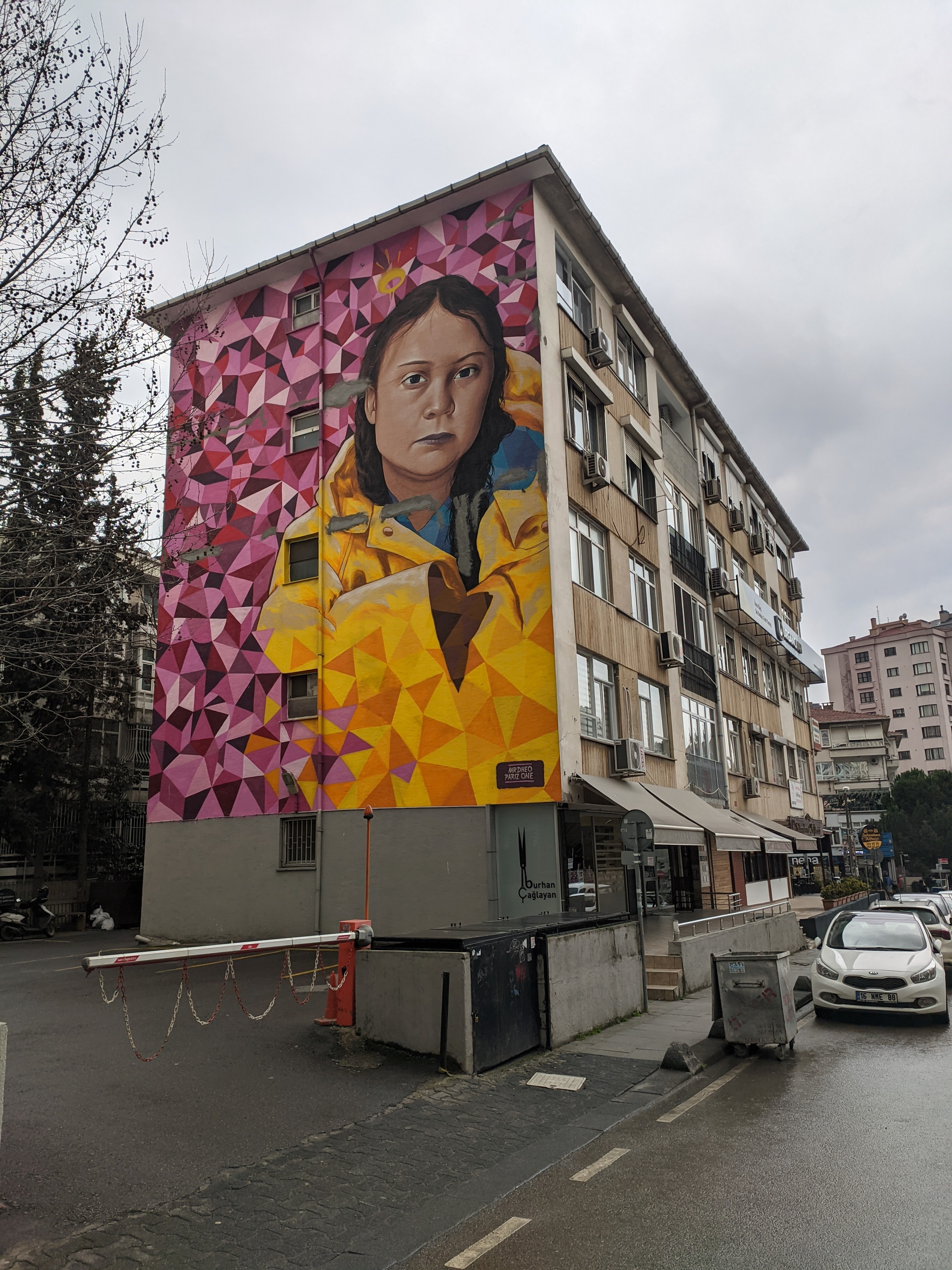
Výzdoba (s obrazem Grety Thunbergové) na fasádě domu v istanbulské městské části Kadıköy

13. března 2019 ji tří členové norského parlamentu nominovali na Nobelovu cenu za mír za rok 2019. Poslanci svou nominaci zdůvodnili tím, že v důsledku globálního oteplování naroste počet válek, konfliktů a uprchlíků, a nikdo nedělá nic, aby tomu zabránil. Nobelovu cenu za mír však nakonec získal etiopský premiér Abiy Ahmed a Greta Thunbergová obdržela „pouze” takzvanou Alternativní Nobelovu cenu (Right Livelihood Awards) za to, že „inspirovala a zesílila požadavky naléhavého řešení klimatických změn ze strany politiků v souladu s vědeckými fakty“. Důvodem, proč Thunbergová Nobelovu cenu za mír v roce 2019 neobdržela, je podle některých expertů především to, že se Norský výbor více držel původního Nobelova zadání, za jaké činy by mělo být toto ocenění udělováno.
Belgická Univerzita Mons jí udělila čestný doktorát.
Dne 7. června 2019 oznámila organizace Amnesty International, že uděluje Thunbergové své nejprestižnější ocenění, cenu "Velvyslanec svědomí", za její vedoucí postavení v klimatickém hnutí. Thunbergová v reakci uvedla, že cena patří všem, kteří se zúčastní v hnutí Pátky pro klima. Aktivistka uvedla, že cena je „za všechny ty miliony mladých lidí po celém světě, kteří společně tvoří hnutí zvané Friday's for Future“.
Dne 12. července 2019 jí byla Královskou skotskou geografickou společností udělena medaile Geddes Environment Medal, se kterou získala automaticky také čestné stipendium.
Thunbergová byla jednou z patnácti žen, které byly vybrány na obálku britského časopisu British Vogue ze září 2019; číslo připravovala hostující redaktorka Meghan, vévodkyně ze Sussexu. V květnu 2019 vydala společnost Vice třicetiminutový dokumentární film „Make the World Greta Again“. Zahrnuje rozhovory s řadou mladých vůdců klimatických protestů v Evropě.
Dne 3. září 2019 získal Thunberg vůbec první cenu "Game Changer", kterou jí udělil měsíčník Gentlemen's Quarterly. Cena byla navržena konkrétně s ohledem na ni.
Dne 25. září 2019 se Thunbergová stala jedním ze čtyř výherců Ceny za správný život za rok 2019, známé jako alternativní švédská Nobelova cena. Dle nadace, která uděluje tuto cenu, Thunbergová ji získala „za inspiraci a zesílení politických požadavků na naléhavé opatření v oblasti klimatu odrážející vědecká fakta“.
Dne 27. září 2019 předala Gretě Thnubergové starostka Montrealu, Valérie Plante, klíče od města.
Dne 1. října 2019 publikoval vědecký časopis Entomologist's Monthly akademickou práci, ve které byl nově identifikovaný druh brouka (Nelloptodes gretae) pojmenován po Thunbergové. Autor, vědec Michael Darby, uvedl, že si vybral jméno, protože byl „nesmírně ohromen“ environmentální kampaní švédské teenagerky, a chtěl ocenit její vynikající příspěvek ke zvyšování povědomí o environmentálních otázkách.
Dne 4. října 2019 oznámil Desmond Tutu jménem Nadace KidsRights (Nadace pro práva dětí), že Thunbergová, spolu se čtrnáctiletou Divinou Maloum z Kamerunu, obdržely Mezinárodní dětskou cenu míru pro rok 2019. „Jsem v úctě nad vámi,“ řekl Tutu řekl. „Vaše silné poselství je umocněno vaší mladistvou energií a neochvějnou vírou, že děti mohou, i když nemusí, zlepšovat své vlastní budoucnosti. Jste opravdoví tvůrci změn, kteří nejsilněji prokázali, že děti mohou pohybovat světem.“ Cena byla udělena dne 20. listopadu 2019 na slavnostním ceremoniálu v Haagu.
Dne 8. října 2019 se Thunbergová spolu s dospívající indiánskou klimatickou aktivistkou Nata Tokatou Iron Eyes účastnila klimatického panelu v Severní Dakotě v indiánské rezervaci Standing Rock. Na konci panelové diskuse byla Thunbergová poctěna jménem domorodým jménem kmene Siuxů – Mahpiya Etahan hi wi. Jméno, které dostala, znamená: „Žena, která přišla z nebes.“ Indiánští domorodci prohlásili, že probouzí svět a stojí za svou misí.
Dne 29. října 2019 byla Thunbergové udělena Cena za životní prostředí Severské rady za rok 2019; tuto cenu, včetně odměny ve výši 52 000 dolarů ale odmítla přijmout, se slovy: „hnutí za změnu již nepotřebuje další ocenění.“ Dále uvedla, že klimatické hnutí potřebuje, aby politici začali poslouchat vědce a ne aby rozdávali ocenění.
Dne 11. listopadu 2019 byla Thunbergové udělena cena časopisu Glamour "Žena roku". Cenu jménem Thunbergové přebírala Jane Fondová, která při ceremoniálu přečetla prohlášení Thunbergové: „Jsem neuvěřitelně poctěna, že jsem obdržela toto ocenění… Pokud švédský dospívající vědátor, který odmítá nakupovat a létat letadlem a který nikdy nenosil makeup nebo nebyl u kadeřníka může být vybrán za Ženu roku jedním z největších módních časopisů na světě, pak si myslím, že téměř nic není nemožné. To je nadějné, protože to právě teď potřebujeme, abychom zabránili klimatické katastrofě. Musíme udělat nemožné. Děkuji.“
Časopis Time ji 11. prosince 2019 vyhlásil Osobností roku. Stala se tak první osobností narozenou ve 21. století i nejmladším člověkem v historii, který toto ocenění získal. Redakce časopisu uvedla: „Podařilo se jí vytvořit globální posun v postojích lidí a proměnit miliony vágních úzkostí uprostřed noci v celosvětové hnutí vyžadující naléhavou změnu. Nabídla morální vysvětlení těm, kteří jsou ochotni jednat, a poslala na hanbu ty, kteří nejsou."
Dne 19. prosince 2019 označil prestižní vědecký časopis Nature Thunbergovou za jednoho z „Nature's 10“ (Deset lidí, na kterých ve vědě v roce 2019 záleželo). Při tom redakce Nature uvedla, že Thunbergová je „katalyzátor klimatu: švédská teenagerka, která přivedla do popředí vědu o klimatu, když nasměrovala zlobu své generace“. "Někteří se možná diví, proč by dospívající dívka měla získat více zásluh a pozornosti za to, že veřejně kritizuje známé dilema, než většina vědců zabývajících se klimatem, získala za dlouhé roky tvrdé práce a úsilí," řekla Sonia Seneviratneová, klimatoložka ve Švýcarském federálním technologickém institutu v Curychu. „Ale Thunbergová je upřímná a její rozhořčení je opravdové, a to má velký účinek,“ řekla Seneviratneová. „Jako vědci se normálně neodvažujeme vyjádřit pravdu v takové upřímné jednoduchosti.“

## Ohlasy

### „Efekt Grety Thunbergové“
Thunbergová inspirovala řadu svých vrstevníků ve školním věku k aktivitám na ochranu klimatu, často to bývá popisováno jako „efekt Grety Thunbergové“. V reakci na její otevřený postoj vyjádřili různí politici ve světě potřebu zaměřit se na problematiku změny klimatu. Britský politik Konzervativní strany, člen vlády Borise Johnsona (a bývalý ministr životního prostředí ve vládě Theresy Mayové) Michael Gove řekl: „Když jsem vás poslouchal, cítil jsem velký obdiv, ale také odpovědnost a vinu. Jsem z generace vašich rodičů a uznávám, že jsme neudělali dost, abychom zabránili změně klimatu a širší ekologické krizi, kterou jsme pomohli vytvořit.“ Politik Labouristické strany a bývalý ministr pro energii a klimatickou změnu ve vládě Gordona Browna, Ed Miliband, který byl spoluautorem britského zákona o změně klimatu z roku 2008, řekl: „Probudili jste nás. Děkujeme vám. Všichni mladí lidé, kteří šli stávkovat, nastavili zrcadlo naší společnosti... dali jste nám velmi důležitou lekci. Vystoupili jste z davu.“ Dle průzkumu veřejného mínění agentury YouGov z června 2019 ve Spojeném království se ukázalo, že obavy veřejnosti o životní prostředí v této zemi stouply na rekordní úroveň od té chvíle, co Thunbergová a hnutí Extinction Rebellion „propíchli bublinu popírání změny klimatu“.
V srpnu 2019 informovala britská vydavatelství o tom, že počet vydaných dětských knih, které ze zabývají klimatickou krizí, stoupl na dvojnásobek a stejným způsobem narostl také prodej těchto knih – díky zvýšenému zájmu mladých lidí o záchranu planety. Také vydavatelé to nazvali „Efekt Grety Thunbergové“.
Díky inspirací Thunbergovou dali bohatí filantropové a investoři ze Spojených států téměř půl miliónu liber do Klimatického záchranného fondu na podporu hnutí Extinction Rebellion a na podporu školních stávek. Jeden z filantropů, Trevor Neilson, prohlásil, že tři zakladatelé fondu budou kontaktovat své další přátele mezi nejbohatšími, aby v následujících týdnech a měsících darovali do fondu „stokrát více“.
V únoru 2019 představil šéf Evropské komise Jean-Claude Juncker jako reakci na její úsilí návrh na investování stovek miliard eur na zmírnění změny klimatu od roku 2021. Klimatické otázky sehrály významnou roli ve volbách do Evropského parlamentu v květnu 2019, zelené strany v nich téměř zdvojnásobily počet získaných hlasů a získaly celkem 74 křesel. Mnoho nových hlasů získaly zelené strany v zemích severní Evropy, kde probíhaly největší studentské stávky inspirované Thunbergovou. Výsledky voleb daly šanci zeleným stranám stát se vlivnou silou v Evropském parlamentu.
V červnu 2019 ohlásily Švédské železnice, že počet cestujících vlaky na domácích tratích narostl meziročně o 8 %, a přičítají to faktu, že lidé mají obavy z emisí CO2 při létání na základě toho, že Greta Thunbergová odmítá při cestování používat letadla. Pro stav, kdy jsou lidé v rozpacích nebo se stydí létat letadly kvůli jejich dopadu na životní prostředí, začaly být používány výrazy „Flygskam“ nebo „hanba z létání“, spolu s hashtagy #jagstannarpåmarken či #istayontheground. Do souvislosti s jejími aktivitami je dáván také prudký nárůst zaplacených uhlíkových kompenzací v letecké dopravě v roce 2019.

### Reakce OPEC
V červnu 2019 informovala agentura France-Presse, že generální tajemník Organizace zemí vyvážejících ropu (OPEC) Mohammed Barkindo si stěžoval na „nevědecké“ útoky klimatických aktivistů na ropný průmysl a nazval aktivisty „pravděpodobně největším nebezpečím, kterému musí OPEC čelit do budoucna“ a jako příčinu přímo uváděl „současnou vlnu školních stávek inspirované švédskou školačkou Gretou Thunbergovou a hnutím Fridays for Future“. Thunbergová a další klimatičtí aktivisté toto vyjádření označili jako ocenění své dobré práce.

## Kontroverze

### Kritika
Poté, co se zvedla vlna studentských klimatických stávek, začali se někteří popírači klimatické změny snažit Gretu Thunbergovou diskreditovat. Podle redaktorky Aditya Chakrabortty z deníku The Guardian „spustili odpůrci ochrany životního prostředí nechutné osobní útoky“ na Thunbergovou. Někteří lidé, kteří popírají změnu klimatu, zmiňují nebo přímo zneužívají její autismus.
Švédská novinářka Paulina Neuding napsala pro časopis Quillette článek, ve kterém uvažovala, zda sláva a pozornost, kterou Thunbergová obdržela, na ni nevytváří nepřípustný tlak. V článku dále rozvíjela myšlenku, zda by to nemohl být problém s ohledem na její mnohočetné duševní problémy, a psala, že „školní stávka (…) představuje formu sebepoškozování, kterou chce Greta Thunbergová přilákat pozornost dospělých“. Další redaktorka časopisu Quillette Helen Deal napsala tweet, že Greta Thunbergová měla podstoupit interview s Andrewem Neilem z BBC, popíračem klimatické změny. Pokračovala: „Mohli bychom být svědky zhroucení Grety v národní televizi a už bychom o ní nikdy neslyšeli“. Poté, co byla Dealová za tento tweet kritizována, prohlásila, že „je snad jasné, že to byl jen vtip“. Přes extrémně polarizovanou reakci, kterou na tweet dostala, nepřestala Helen Deal kritizovat Thunbergovou a argumentovala tím, že děti „nás nemohou vést“. Naopak generální tajemník OSN António Guterres řekl na konferenci na Novém Zélandu v květnu 2019, že jeho generace „nevyhrává bitvu proti klimatickým změnám“ a že je na mladých, aby „zachránili tuto planetu“.
Také Piers Corbyn, známý popíráním klimatické změny (bratr Jeremy Corbyna), uvedl, že je zmanipulovaná dospělými a „nemá pravdu“.
Strana Alternativa pro Německo začala v rámci předvolební kampaně s osobními útoky na Thunbergovou, označovala ji za „duševně postiženou“ a „podvodnici“.[zdroj?] Jakob Guhl, vědecký pracovník Institutu pro strategický dialog, řekl, že popírání klimatických změn je součástí politické taktiky této strany a že „útočit na Gretu, občas opravdu zlovolnými způsoby, včetně zesměšňování jejího autismu, se stalo způsobem, jak prezentovat politické oponenty AfD jako iracionální lidi.“
Její kritici namítají, že sice bojuje proti změnám klimatu, sama však při svých cestách spotřebovává zbytečně plasty; tato kritika byla následně zpochybněna některými komentátory.
Novinář Christopher Caldwell tvrdí v článku pro The New York Times, že zjednodušený, přímočarý přístup ke změně klimatu, který aktivistka používá, způsobí, že protestující proti změně klimatu se dostanou do konfliktu se složitostí rozhodování v západních demokraciích. Francouzský filozof Raphaël Enthoven tvrdí, že mnoho lidí si její podporou „nakupuje ctnost“, ale ve skutečnosti neudělají nic, aby pomohli v boji proti změně klimatu.
200 izraelských klimatických aktivistů ostře kritizuje v otevřeném dopise Thunbergovou za její výzvu k solidaritě s Palestinou, aniž by se zmínila o obětech teroru Hamasu a ptají se, jestli si tak představuje boj za lidská práva.

### Podpora
Komentátoři mnoha médií většinou Gretu Thunbergovou podporují. Redaktor londýnského deníku The Guardian Charlie Hancock napsal: „Neurotické útoky na Gretu jsou ostré a zlovolné. Ve skutečnosti však znamenají uznání jejích argumentů.“ Redaktor časopisu Vox Steve Silberman také Gretu obhajoval a poukázal na to, že její autistické spektrum jí dává možnost neochvějně trvat na svých názorech. Podporu ve svém článku vyjádřil Gretě rovněž Chris Packham, moderátor televizního pořadu BBC Springwatch, který má také Aspergerův syndrom. Napsal: „Lidé jako já, s Aspergerovým syndromem, takové věci neovlivní. Nesníží to naše odhodlání. Viděli jsme to tento týden, kdy proběhly trollingové útoky na Gretu. Je to jen ztráta času.“ V článku s názvem „Proč se opravdu bojí Grety Thunbergové“, internetová publikace Huffington Post tvrdí, že Thunbergová „straší lidi středního věku a střední třídy a jejich reakce na ni je řízena strachem z toho, že kvůli ní nevyhnutelně ztratí svou pozici (v politickém smyslu).“
V květnu 2019 vyšel časopis Time s Gretou Thunbergovou na obálce a v článku uvnitř byla popsána jako vzor a jedna z „příští generace vůdců“. V rozhovoru se Suyinem Haynesem se zabývala kritikou, kterou obdržela on-line, a řekla: „Je to docela veselé, když jediná věc, kterou proti mně mohou lidé udělat, je posmívat se nebo mluvit o mém vzhledu nebo osobnosti, protože to znamená, že nemají žádné reálné argumenty proti tomu, co říkám.“

### Zneužití jejího jména
Někteří lidé se snažili z vysoké popularity Grety Thunbergové těžit, aniž by k tomu dala souhlas. Koncem roku 2018 jí Ingmar Rentzhog, zakladatel neziskové nadace We Don't Have Time Foundation (WDHT), nabídl, aby se stala neplaceným poradcem pro mládež, a použil její jméno a podobiznu a díky tomu měla velký finanční prospěch dceřiná společnost We Don't Have Time AB, jejímž výkonným ředitelem byl Rentzhog. Aktivistka za to nedostala žádné peníze, ve společností WDHT ukončila své angažmá dobrovolného poradce a uvedla: „nejsem součástí žádné organizace… jsem naprosto nezávislá… [a] to, co dělám, dělám úplně zdarma.“

### Spor o jadernou energetiku
Greta Thunbergová se v březnu 2019 vyjádřila, že sama nemá ráda jadernou energetiku, ale že podle IPCC je i jaderná energetika jedním z řešení, které je potřeba použít ke snížení emisí CO2, a proto by neměli ochránci klimatu vystupovat proti ní. Někteří němečtí aktivisté toto prohlášení odsoudili a vyjádřili se, že je součástí jaderné lobby.

### Spor s novináři během studentského summitu v Lausanne
Na studentském summitu „Úsměv pro budoucnost“ na podporu klimatu ve švýcarském Lausanne došlo při jednání dne 9. srpna 2019 k závažným vnitřním sporům studentského klimatického hnutí, které souvisely především s nehierarchickou koncepcí řízení tohoto hnutí. V tomto momentě navrhla, aby účastníci požádali novináře o opuštění sálu; nelíbilo se jí, jakým způsobem referují o těchto vnitřních sporech. Ostatní účastníci odhlasovali vyloučení novinářů. Během krátké doby ovšem své rozhodnutí změnili, a novináři se mohli vrátit do sálu.

### Plavba do USA
Ve světových i českých médiích proběhla rozsáhlá diskuse o tom, zda a do jaké míry byla plavba Grety Thunbergové do USA opravdu bezuhlíková, respektive kolik tun emisí CO2 nemuselo vzniknout, kdyby Greta a její otec použili pro cestu normální letecké spojení nebo nákladní loď. Kvůli tomu, že plavba byla uspořádána krátkodobě, museli členové posádky pro svou přepravu do USA, resp. do Evropy, z časových důvodů použít letecká spojení. Do New Yorku proto odletěli dva organizátoři návratu plachetnice do Evropy a po nich dva další jachtaři, kteří se zúčastnili této zpětné plavby. Kromě toho majitel lodi Malizia II a zároveň její tzv. skipper Boris Herrmann (který vlastní licenci pro plavbu jachtou) spolu s Pierrem Casiraghim se po připlutí do USA vrátili do Monaka rovněž letadlem. Celkem v souvislosti s plavbou proběhlo šest letů dopravními letadly. Podle manažerky Týmu Malizia II všichni jeho členové zaplatili uhlíkovou kompenzaci, takže celá cesta uspořádaná pro ni byla „CO2 neutrální“. Několik českých autorů se domnívalo, že za diskusí o uhlíkové stopě plavby do USA jsou snahy odvrátit pozornost od toho, co Švédka požaduje – tedy radikální opatření k ochraně klimatu. Mezi českými jachtaři naopak proběhla diskuse o tom, zda jsou daleké cesty plachetnicemi škodlivé pro přírodu.

### Dr. Matýs o Gretě Thunbergové
Po projevu Grety Thunbergové na Summitu OSN pro klimatickou akci dne 23. září 2019 vyšel v bulvárních novinách Blesk a na internetovém portálu Info.cz rozhovor s dětským psychiatrem a soudním znalcem dr. Jaroslavem Matýsem. V rozhovoru označil Thunbergovou za vážně psychicky nemocnou, která není schopná rozpoznat dobro a zlo a nemá sociální cítění. Poskytnutý rozhovor byl v některých dalších médiích označen jako neetický, pro psychiatra nepřípustný, nejostřeji proti rozhovoru vystoupil novinář Petr Třešňák z Respektu, který se dlouhodobě zabývá problémy autistických dětí a který prohlásil „Sečteno – pan doktor Matýs svým pacientům nerozumí, dotýká se jejich důstojnosti a nectí etická pravidla. Vzhledem k jeho oficiálním funkcím v oblasti duševního zdraví očekávám silnou reakci odborníků.“ Dr. Matys se vzápětí vzdal svých oficiálních funkcí v dětské psychiatrii. K rozhovoru dr. Matýse vydala stanovisko Psychiatrická společnosti ČLS JEP ve kterém uvedla "Naše společnost dlouhodobě usiluje o destigmatizaci duševních poruch, proto považujeme názory MUDr. Matýse v uvedeném rozhovoru za zcela nepřijatelné. Obsah rozhovoru je v příkrém rozporu s naším trvalým úsilím o kultivaci veřejného prostoru, zcela ignorující naši upřímnou snahu o změnu stigmatizujících postojů a stereotypů vůči duševně nemocným, včetně jejich zobrazení v médiích."